# Goa Gajah

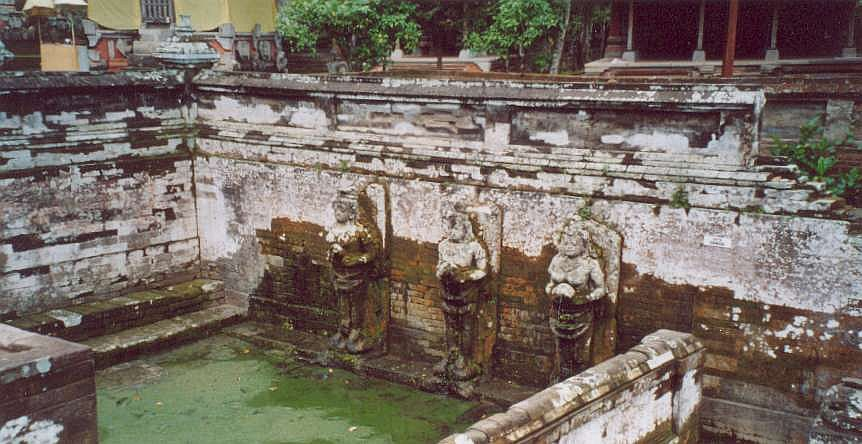
Templo de los baños sagrados.

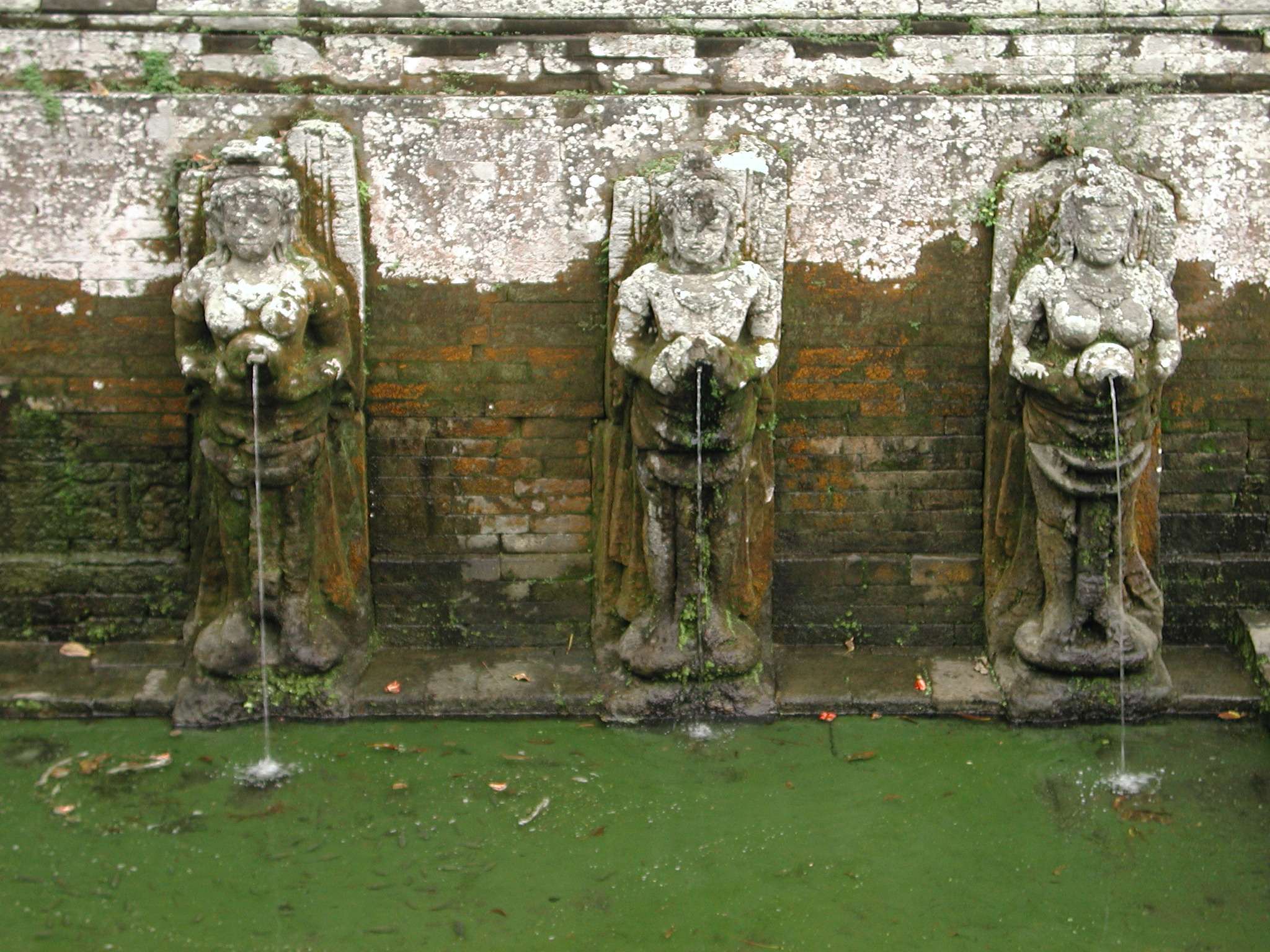
Fuentes-estatuas femeninas del templo que representan a las bidadari.

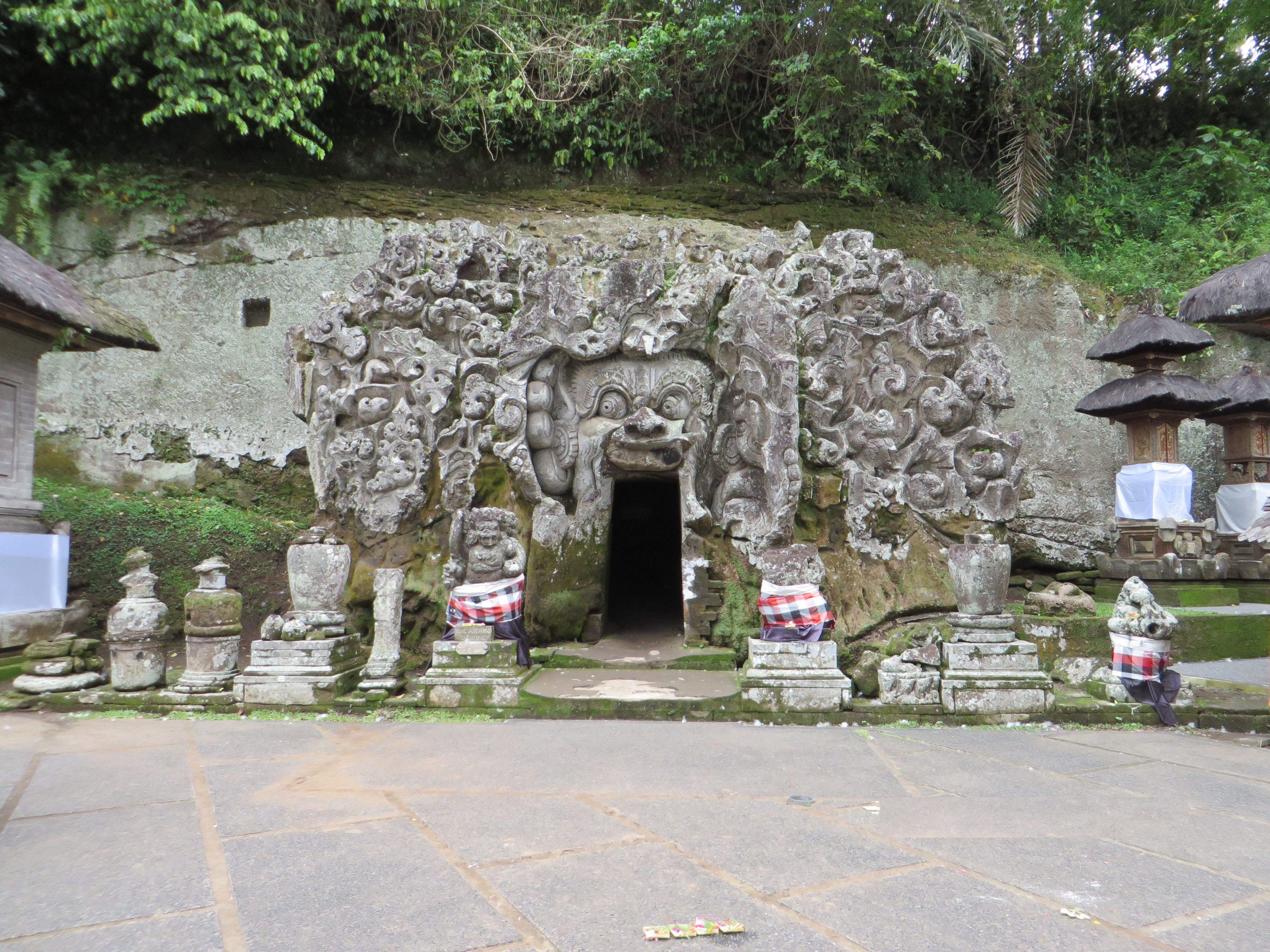
Entrada a la Cueva del elefante, 'Goa Gajah'

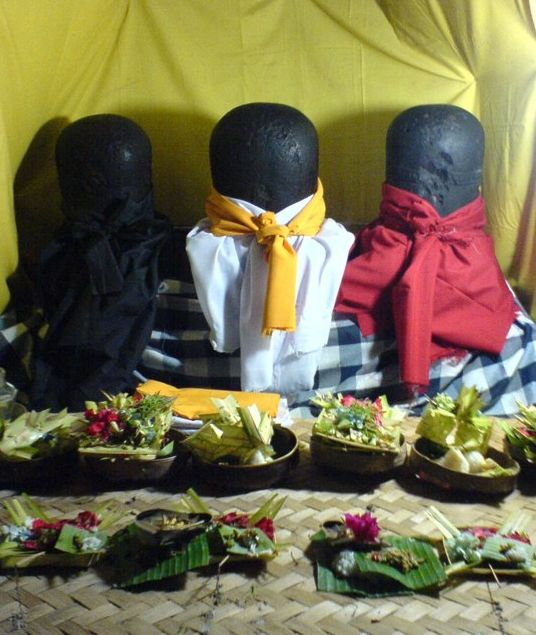
Los tres lingams de Goa Gajah.

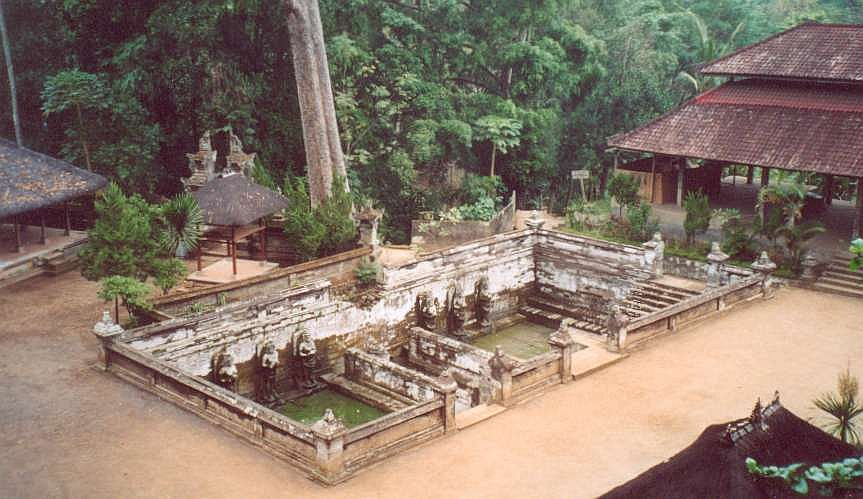
Vista de los baños.

Goa Gajah, o Cueva del elefante fue una ermita para los sacerdotes hindúes, construida en el siglo XI, utilizada como santuario. Se encuentra en la isla de Bali, a poco más de 2 kilómetros al sudeste de la ciudad de Ubud, en Indonesia.

## Historia
Aunque los orígenes exactos de la cueva son inciertos, se cree que se construyó primeramente como un lugar para la meditación espiritual. Una leyenda relata que fue creada rascando la roca con la uña del mítico gigante Kebo Iwa, uno de los once ministros del gobernante legendario Bede-Hulu del reino de Bali.
Sin embargo, al examinar su estilo, el santuario probablemente data del reino de Bali del siglo XI. El complejo contiene esculturas tanto hindúes como budistas, ya que la cueva contiene lingam y yoni, símbolo de Shiva y la imagen de Ganesha, mientras que junto al río hay imágenes talladas de estupas y chattras, que se corresponden con el budismo.
Su nombre probablemente proviene del cercano río Petanu, que en ese momento se llamaba río Elefante, o se supone que el nombre puede derivar de la imagen de la estatua que forma la entrada principal al sitio, una especie de demonio que puede haber sido confundido con un elefante aunque, sin embargo, no representa un animal local típico. También esta cabeza gigantesca podría representar al dios ctónico Bhoma o a la reina bruja Rangda. 
La cueva fue redescubierta por arqueólogos holandeses en 1923, pero las fuentes y la piscina no se descubrieron hasta 1954.

## Descripción
El templo se caracteriza por diversos rostros amenazantes que están tallados en la roca, cuyo propósito se supone que es alejar a los malos espíritus. Alguna vez se pensó que la figura principal, por donde se accede a través de su boca, era un elefante, de ahí el apodo de la Cueva del elefante. Otras fuentes afirman que lleva el nombre de la estatua de piedra del dios hinduista, Ganesha (caracterizado por tener la cabeza de un elefante) ubicada dentro del templo.
El sitio es mencionado en el poema javanés de 1365, Desawarnana, y es descrito como uno de los diez mejores lugares de culto budista en Bali. No se excavó la extensa zona de baño hasta la década de 1950. Se accede a la entrada de la cueva bajando un largo tramo de escaleras. El interior del templo es pequeño, en forma de T, húmedo y el incienso que se quema, agrega finas estelas blancas de humo. La entrada se bifurca hacia las mejillas del rostro del demonio que contienen cada uno de los nichos, en uno de ellos hay efigies de tres lingam (cada uno envuelto en telas rojas, amarillas y negras) y yoni, símbolos masculino y femenino de Shiva; mientras que en el otro hay una pequeña estatua que representa a Ganesha. Varias hendiduras muestran dónde alguna vez se sentaron los sacerdotes que allí meditaban. Un largo corredor, adornado con relieves que representan demonios de origen hindú, conduce a los baños rituales, de forma rectangular, adornados con estatuas-fuente que representan bidadari o espíritus femeninos del agua y las nubes, pertenecientes a la mitología hindú. Este tipo de baños se solían construir en lugares sagrados para que los peregrinos y devotos pudieran purificarse antes de proceder con sus ofrendas u oraciones.
Fuera de la cueva, en un pequeño pabellón a la izquierda de la entrada, hay una estatua desgastada de una mujer rodeada por unos niños. Es la figura de Men Brayut, prototipo de la lucha de una madre contra la pobreza. En la literatura budista es conocida como la diosa Hariti.
El lado norte del complejo es predominantemente budista, mientras que es mayoritariamente shivaíta al sur, al otro lado del río.
Los visitantes que usen pantalones cortos recibirán un sarong para atar alrededor de la cintura antes de entrar al patio. El complejo también contiene 7 estatuas de mujeres (de las cuales una está destruida debido a un terremoto) sosteniendo cántaros por los que corre el agua, que representan los siete ríos sagrados de la India: el río Ganges, el río Sarasvati, el río Yamuna, el río Godavari, el río Indo, el río Kaveri y el río Narmada.